# Eve Angel
Eve Angel (Budapest, 19 maggio 1983) è un'attrice pornografica ungherese.

## Carriera
Nata in Ungheria, dirige una compagnia di design con il fratello maggiore. Durante la sua carriera, è stata diretta e fotografata da Andrew Youngman, John Walton, Denys Defrancesco e Viv Thomas e ha lavorato con Sandy, Sophie Moone, Anetta Keys, Mya Diamond e Monica Sweet.
Nel 2009 ha vinto l'AVN Award for Female Foreign Performer of the Year.

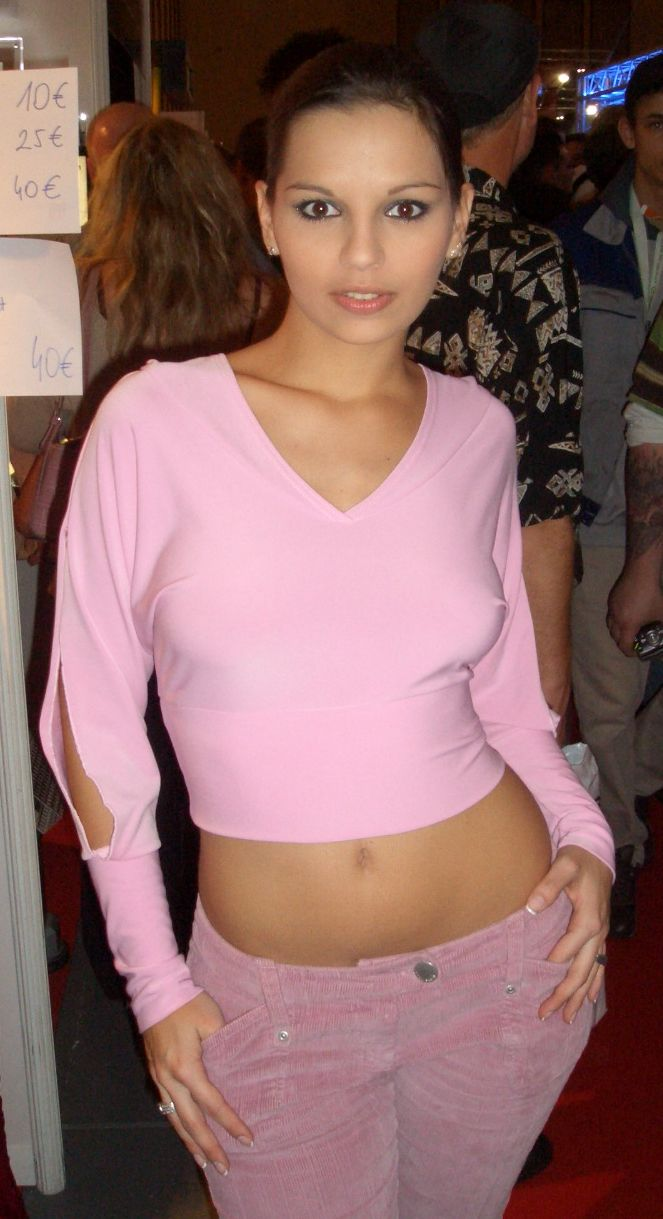

## Filmografia
- Bubblegum Babes 1 (2000)
- Hustler XXX 9 (2001)
- Private Castings X 31 (2001)
- Anal Intensive 1 (2002)
- Arsenic 1 (2002)
- Big Member (2002)
- Campus Confessions 1 (2002)
- Eighteen 'N Interracial 4 (2002)
- Orgy World: The Next Level 3 (2002)
- Sex Wives And Videotape (2002)
- Art of Kissing 1 (2003)
- Bubblegum Babes 5 (2003)
- Junior College Girls 1 (2003)
- Legal Skin 11 (2003)
- Mr. Beaver Checks In 17 (2003)
- Nakadashi Special 11 Eva and Monica (2003)
- North Pole 40 (2003)
- Pickup Babes 8 (2003)
- Pink Velvet 1: Innocence of Lesbian Love (2003)
- Private Reality 13: Explosive Women (2003)
- Private Reality 19: Beds of Sin (2003)
- Reality Porn Series 1 (2003)
- Young Lesbian Lust 1 (2003)
- Girl + Girl 8 (2004)
- Les Babez 1 (2004)
- Pleasures Of The Flesh 7 (2004)
- White-Hot Nurses 3 (2004)
- All About Eve (2005)
- Art of Kissing 2 (2005)
- Eve's Adventures (2005)
- Finalmente Sandy (2005)
- Girls on Girls 4 (2005)
- Les Babez 4 (2005)
- Pink Velvet 3 (2005)
- Sandy's Club 1 (2005)
- Sandy's Girls 2 (2005)
- She Licks Girls 1 (2005)
- Six Days With Vera 2 (2005)
- Viv's Dream Team Girls (2005)
- Young Girls' Fantasies 9 (2005)
- Als Scan 90 (2006)
- Deeper Love (2006)
- Elfin Pussycats (2006)
- Hot Slots 1 (2006)
- Lesbian Fever 3 (2006)
- Lesbische Spielchen (2006)
- Lesglam 4 (2006)
- Loaded – The Pissing and Fisting Adventure (2006)
- Supreme Hardcore 2 (2006)
- ALS Scan 105 (2007)
- Club Girls 1 (2007)
- Do It Yourself 2 (2007)
- Girl on Girl 4 (2007)
- Girls on Girls 12 (2007)
- Give Me Pink 2 (2007)
- Hole in Two (2007)
- Inside Peaches (2007)
- Jordan's Anal Hotties (2007)
- Lesbian College Coeds 2 (2007)
- Lesbian College Coeds 3 (2007)
- Lick Land 1 (2007)
- Perfectionist 1 (2007)
- Touch Me 1 (2007)
- Xmas Event (2007)
- Be My First 1 (2008)
- Deepest Love 1 (2008)
- Downward Spiral (2008)
- Fuck V.I.P. Opium (2008)
- Girl on Girl 3 (2008)
- Give Me Pink 4 (2008)
- Intimate Contact 2 (2008)
- Ladies of Pleasure (2008)
- Lesbian Lip Service 2 (2008)
- My Evil Sluts 1 (2008)
- Pink on Pink 3 (2008)
- Pornochic 16: Yasmine and Regina (2008)
- Russian Institute: Lesson 10 (2008)
- Sensual Seductions 2 (2008)
- Sex With Eve Angel (2008)
- Sisters of Sappho 1 (2008)
- Tender Touch 2 (2008)
- Touch Me 2 (2008)
- Unfaithful 3 (2008)
- Yasmine: Nurses in Training (2008)
- Young Girls in Love 2 (2008)
- Young Harlots: Dirty Secrets (2008)
- Be My First 2 (2009)
- Belicia: Voglio diventare una Pink'o Girls (2009)
- Intimate Contact 3 (2009)
- La Femme Lovers 1 (2009)
- La Femme Lovers 2 (2009)
- Lesbian Encounters (2009)
- Lesbian Imagination (2009)
- Make Me Cum Please 1 (2009)
- Other Woman 1 (2009)
- Private Gold 103: Orgy At The Villa (2009)
- Sisters of Sappho 4 (2009)
- Taste My Lips (2009)
- Unfaithful 4 (2009)
- Unfaithful 5 (2009)
- Dance (2010)
- Girls Forbidden Pleasures 5 (2010)
- I Fucked A Girl And I Liked It (2010)
- Lesbian College Coeds 5 (2010)
- Lesbian College Coeds 6 (2010)
- Lesbian College Coeds 7 (2010)
- Other Woman 2 (2010)
- Pink (2010)
- Budapest 5 (2011)
- Budapest 6 (2011)
- Good Enough to Eat (2011)
- I Dream of Jo 1 (2011)
- Naked Impulses 1 (2011)
- Naked Impulses 2 (2011)
- Pornochic 20: Anna (2011)
- She Made Me Cum (2011)
- Simply Shine (2011)
- Top Wet Girls 10 (2011)
- Toys and Girls 1 (2011)
- After The Christmas Party (2012)
- Budapest 10 (2012)
- Budapest 9 (2012)
- Dream Girl Fantasy (2012)
- Lot of Pussy (2012)
- Stockings And Lace (2012)
- Tides of Lust (2012)
- Wet and Dripping (2012)
- Give Me Pink 13 (2013)
- She Made Me Cum 2 (2013)
- Garage Girls

## Riconoscimenti
- AVN Awards
  - 2009 – Female Foreign Performer Of The Year[3]